# Лісевич Федір
о. Теодо́р Лісе́вич, іноді Федір Лісевич (16 березня 1829, Отинія, нині Коломийського району Івано-Франківської області — 7 травня 1906, Старі Кути, нині Косівського району Івано-Франківської області) — український (руський) греко-католицький священник, громадсько-політичний діяч.

## Життєпис
Походив з сім'ї міщанина Отинії (нині смт Коломийського району).
Навчався у Львівській духовній семінарії і висвятився 1856 року як одружений священик (овдовів 1905 року). Його син Корнилій Лісевич (1879—1907) також був священиком (між ін. один рік навчався у Віденському університеті).
Після висвячення отримав посаду професора Чернівецької гімназії (1856—1858), а потім, спочатку став сотрудником пароха в селі Березів вижній Пістинського деканату (1858—1860), а згодом (1860—1862) — адміністратором парафії в селі Ліски Жуківського деканату.
У 1862—1873 роках — парох Заліщиків, а з 1864 року поєднував це служіння із посадою адміністратора (до 1868) і декана Заліщицького деканату. З 1873 року парох Старих Кутів (тепер село Косівського району), декан Косівського деканату і почесний крилошанин (1873—1895). Від 1885 року із утворенням Станиславівської єпархії о. Лісевич належав до її клиру.
Член Народного Дому, інших москвофільських товариств. Посол Галицького сейму 3-го скликання: обраний у 1872 році від IV курії в окрузі Заліщики — Товсте, входив до складу «Руського клубу»; обраний після смерті попередника — Миколи Бойчука.